# Dunaújváros

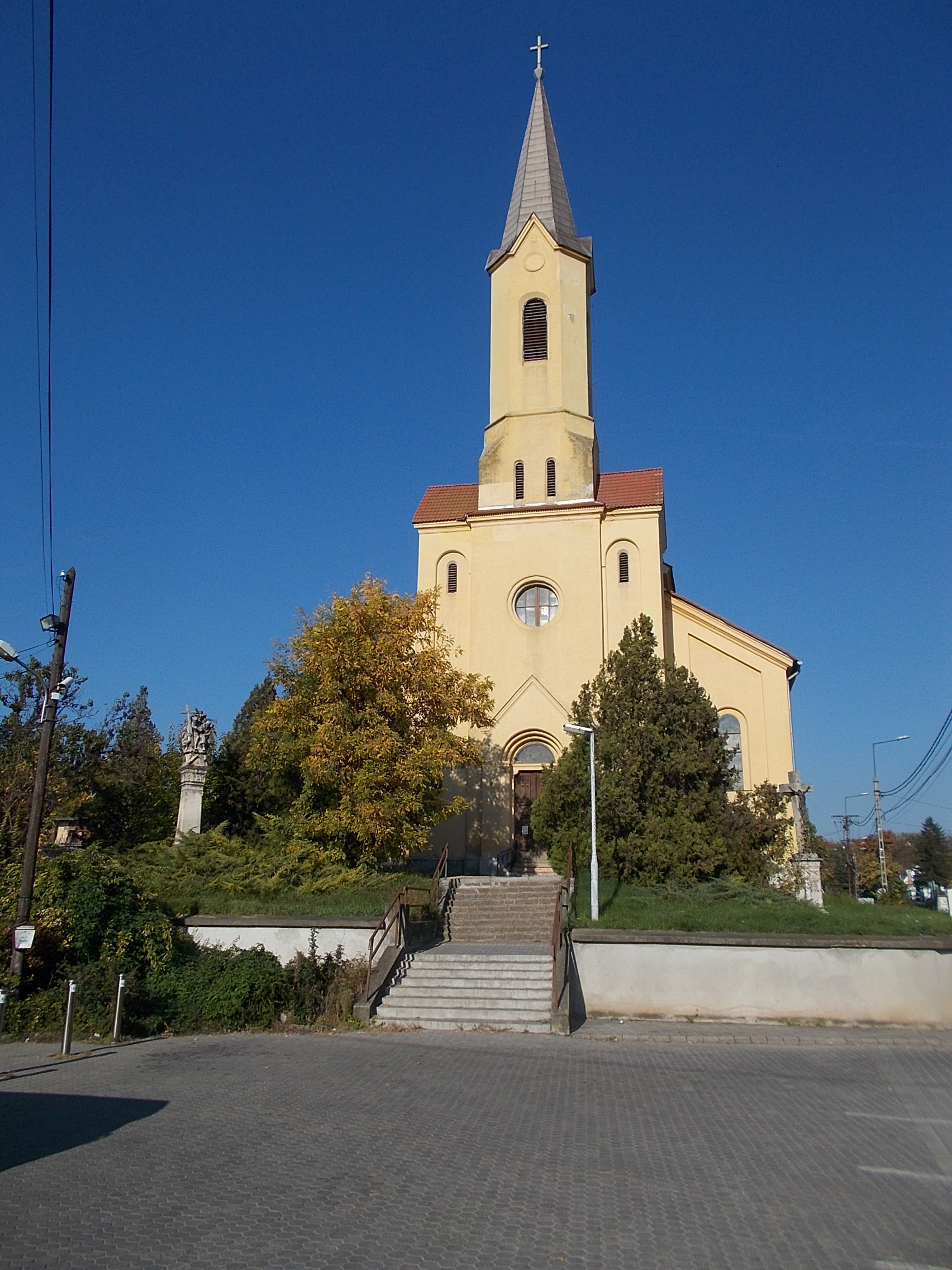
Römisch-katholische Kirche Szentháromság

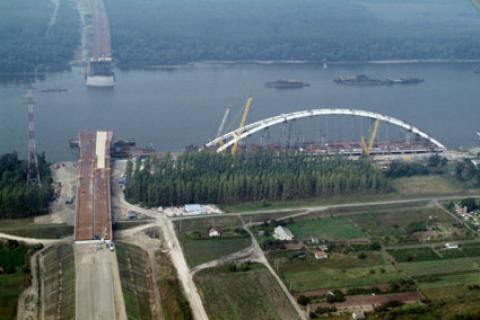
Bau der 2007 eröffneten Pentele-Brücke über die Donau bei Dunaújváros

Dunaújváros [ˈdunɒ.uːjvaːroʃ] (bis 1951 Dunapentele, bis 1961 Sztálinváros) ist eine ungarische Stadt mit Komitatsrecht im gleichnamigen Kreis im Komitat Fejér.

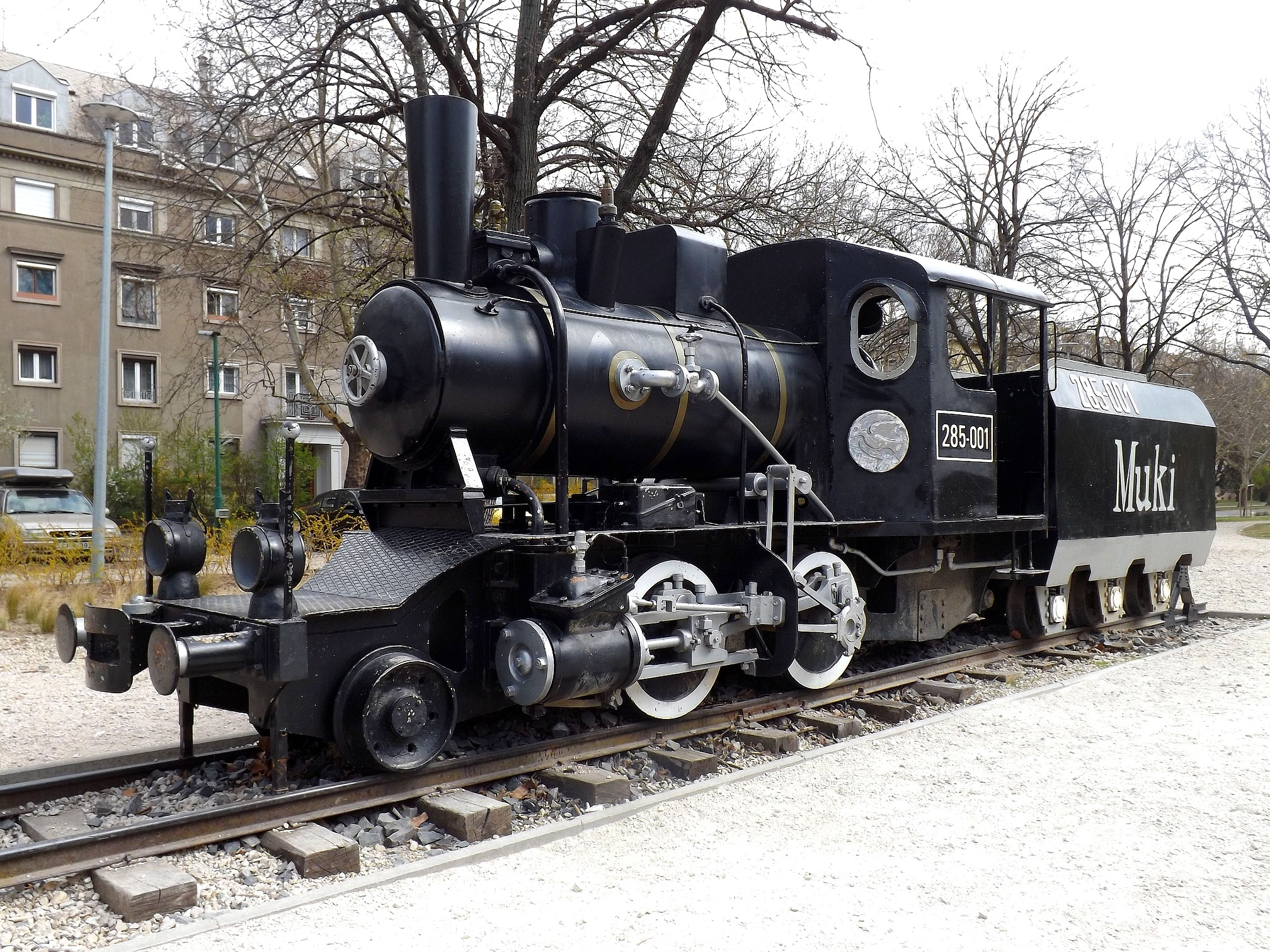
Die 1894 in der Maschinenfabrik O&K in Berlin gebaute Dampflok, die heutzutage auf der Straße Vasmű ausgestellt ist, diente auch auf der ehemaligen Pioniereisenbahn (im Betrieb von 1958 bis 1972)

## Geografische Lage
Dunaújváros liegt ungefähr 60 Kilometer südlich des Zentrums der ungarischen Hauptstadt Budapest am rechten Ufer der Donau. Nachbargemeinden sind Rácalmás, Nagyvenyim, Baracs und Kisapostag auf dem diesseitigen Donauufer sowie Szalkszentmárton und Dunavecse auf dem gegenüberliegenden.

## Geschichte

### Latènezeitlicher Schatzfund
Die Gegend war während der frühen Bronzezeit und später durch die Kelten besiedelt. Im Jahre 1958 wurde hier ein keltischer Münzschatz von ungefähr 300 Tetradrachmen aufgefunden. Unter den drei vorhandenen Münztypen sind am häufigsten solche vertreten, die während einer Periode der Stilverschlechterung geprägt worden waren. Ihr Alter ist deshalb nicht präzise feststellbar, die beiden anderen Typen datieren an den Beginn des 2. Jh. v. Chr. Bei der Bergung konnten auch noch einige Tonscherben des Aufbewahrungskruges gefunden werden, diese sind heute nicht mehr vorhanden.
Im Ungarischen Nationalmuseum (Magyar Nemzeti Múzeum) von Budapest sind 284 Stücke des Fundes aufbewahrt.

### Römische Epoche
Mit dem Beginn der römischen Herrschaft, ab dem frühen 1. Jahrhundert n. Chr., bildete die Donau als Limes Pannonicus die Reichsgrenze. Damals entstand am Westufer des Flusses auf dem nördlichen Lösssporn des Öreghegy (Alter Berg) das Kastell Intercisa, um das sich rasch ein großes Lagerdorf (Vicus) mit mehreren Gräberfeldern entwickelte. Am gegenüberliegenden Donauufer, im Barbaricum, siedelten gleichfalls seit dem 1. Jahrhundert n. Chr. die kriegerischen sarmatischen Jazygen, die mehrfach in der Geschichte zu einer Bedrohung für das Kastell wurden. Das Militär sicherte diese Position noch bis in die Völkerwanderungszeit hinein. Spätestens mit der Räumung der pannonischen Provinzen, 433 n. Chr., erlosch das römische Leben in Intercisa.

### Mittelalter
Unter neuen Vorzeichen wurde der Ort später wiederbesiedelt. So existieren Ausgrabungen aus der Zeit der ungarischen Landnahme im frühen 10. Jahrhundert, und schon in der Árpádenzeit ist eine Kirche bezeugt, die dem heiligen Pantaleon geweiht war und der Siedlung den Namen (Duna-)Pentele gab.

### Frühneuzeit und Gegenwart
Während der Osmanischen Herrschaft von 1541 bis 1688 war der Ort für 15 Jahre verödet und blieb in der Folge ein recht unbedeutender Ort. Im Jahr 1913 gab es in der damaligen Großgemeinde 680 Häuser und 3953 Einwohner auf einer Fläche von 8837 Katastraljochen. Sie gehörte zu dieser Zeit zum Bezirk Adony im Komitat Fejér.
Nachdem im Frühsommer 1949 von den sowjetischen Besatzern ein Stahlwerk bei Mohács geplant worden war und erste Arbeiten dort auch schon begonnen hatten, wurde Ende 1949 vom Zentralkomitee der ungarischen Kommunisten beschlossen, in Dunapentele ein großes Eisenhütten-Kombinat mit einer dazugehörigen Arbeitersiedlung zu bauen. Im Gefolge des Personenkults um Stalin sollte diese sogenannte erste sozialistische Stadt Ungarns den Kampfnamen des sowjetischen Diktators tragen: ungarisch Sztálinváros (deutsch „Stalinstadt“). 1961 wurde die Stadt jedoch in Dunaújváros (deutsche Übersetzung: Neustadt an der Donau) umbenannt und trägt seither diesen Namen.
Seit Gründung der Universität Dunaújváros im Jahre 1953 ist Dunaújváros eine Studentenstadt. In jüngster Zeit macht die Stadt durch ihre moderne Infrastruktur und das neue Werk des südkoreanischen Unternehmens Hankook auf sich aufmerksam, das hier seine größte europäische Reifenfabrik errichten wird.

## Sehenswürdigkeiten
Insbesondere die teilweise für Besucher konservierten Überreste des römischen Kastells Intercisa über einem Altarm der Donau sowie das vor dem Südtor der Fortifikation angelegte Lapidarium mit ausgewählten Steindenkmälern aus den antiken Gräberfeldern sind eine besondere Attraktion in der sonst an historischen Bauwerken sehr armen Industriestadt. Ein Teil der vielfach hochwertigen und seltenen Funde aus diesem Kastell und der dazugehörigen zivilen Siedlung, die während der über ein Jahrhundert hinweg durchgeführten Ausgrabungen zusammengetragen wurden, können im Intercisa-Museum von Dunaújváros besichtigt werden.
Zwischen der Stadt und dem Eisenhüttenwerk befindet sich ein Wäldchen, in dem in den 1980er Jahren eine Freilichtausstellung für Industriegeschichte eröffnet wurde. Sie ist Teil der am 12. Januar 1985 eröffneten „Ständigen Ausstellung der Historischen Sammlung der Donau-Eisenhüttenwerke“. Diese Freilichtausstellung ist fast zerfallen bzw. teilweise unzugänglich und lediglich die herausragenden Kolosse von Industriemaschinen und Gerätschaften der Eisenverarbeitung erinnern noch daran.

## Städtepartnerschaften
Es bestehen folgende Städtepartnerschaften:
- Altschewsk, Ukraine, seit 2004
- Elbasan, Albanien, seit 1993
- Giurgiu, Rumänien, seit 2003
- İnegöl, Türkei, seit 2017
- Leszno, Polen, seit 2004
- Linz, Österreich. seit 1992
- Silistra, Bulgarien. seit 2005
- Sremska Mitrovica (Сремска Митровица), Serbien, seit 2004
- Terni, Italien, seit 1962
- Villejuif, Frankreich
- Vukovar, Kroatien, seit 2017

## Sport
Die Fußballmannschaft des Dunaújváros FC spielte zuletzt in der Nemzeti Bajnokság II, der 2. Liga Ungarns, zog sich aber 2009 vom Spielbetrieb zurück. Sehr erfolgreich sind die Handballer von Dunaferr SE. Die Wasserballerinnen von Dunaújvárosi VSE zählen seit Jahren zu den Topvereinen im Lande des zweimaligen Weltmeisters, wurden mehrmals ungarischer Meister und haben auch Medaillen in den Europapokalwettbewerben gewonnen. Seit der Saison 2008/09 spielt der Eishockeyverein Dab.docler Dunaújváros in der ungarischen MOL Liga.

## Persönlichkeiten

### Ehrenbürger
- Bojana Radulovics (* 1973), ehemalige Handballspielerin[13]

### Söhne und Töchter der Stadt
- Tibor Csuhaj-Barna (* 1964), Jazzmusiker
- Zoltán Mészáros (* 1964), Schauspieler und Regisseur
- Tamás Bódog (* 1970), ehemaliger Fußballer und heutiger -trainer
- Krisztina Szremkó (* 1972), Wasserballspielerin
- Viktor Szélig (* 1975), Eishockey-Nationalspieler
- Zita Kácser (* 1988), Leichtathletin
- Anna Kárász (* 1991), Kanutin
- Sarolta Selmeci (1992–2020), Handballspielerin
- Gréta Gurisatti (* 1996), Wasserballspielerin
- Réka Pupp (* 1996), Judoka
- Roland Kiss (* 1999), Eishockeyspieler